# Посёлок 1-го отделения совхоза «Новоусманский»
1-го отделе́ния совхо́за «Новоусма́нский» — посёлок в Новоусманском районе Воронежской области.
Входит в состав Бабяковского сельского поселения.

## Климат
Климат умеренно континентальный. Атмосферное давление колеблется от 500 до 650 мм ртутного столба. Населённый пункт располагается в лесостепной зоне.

## Население
| 2008 | 2010  |
| ---- | ----- |
| 1229 | ↘1185 |

## Улицы
| - ул. 60 лет Октября, - пер. Весенний, - ул. Весенняя, - ул. Грушевая, - ул. Заводская, - ул. Каштановая, | - пер. Крайний, - ул. Ленина, - ул. Мичурина, - ул. Народная, - ул. Новостроек, - ул. Первомайская, | - ул. Садовая, - ул. Солнечная, - пер. Тихий, - ул. Юбилейная, - пер. Яблочный, - пер. Ягодный. |

## Инфраструктура
В посёлке действует Бабяковская средняя образовательная школа № 2.